# Путинчанин, Марко
Марко Путинчанин (серб. Marko Putinčanin; 16 декабря 1987) — сербский футболист, полузащитник.

## Карьера
Игровую карьеру М. Путинчанин начал в чемпионате Сербии. В 2009 году принял предложение поучаствовать в чемпионате Албании. Через два сезона вернулся на родину.
В 2014 году выступал в чемпионате Казахстана за «Жетысу». Позднее играл за заграничные клубы в Словении, Узбекистане и Эстонии.

## Достижения
- Чемпион Албании: 2009/10
- Вице-чемпион Словении: 2018/19
- Чемпион Эстонии: 2021
- Финалист Кубка Албании: 2009/10, 2010/11
- Обладатель Кубка Словении: 2018/19
- Обладатель Суперкубка Эстонии: 2022